# Isla Clarence (Chile)
La isla Clarence forma parte del archipiélago de Tierra del Fuego ubicado en la región austral de Chile. Pertenece al sector que para su estudio se ha denominado como de las islas del NO.
Administrativamente pertenece a la Región de Magallanes y Antártica Chilena, provincia de Magallanes, comuna de Punta Arenas. Está dentro de los deslindes de la Reserva Nacional Alacalufes.

## Historia
Debido a su carácter montañoso y accidentado y a la carencia de recursos, la isla ha estado deshabitada y solo de vez en cuando era recorrida por miembros de los pueblos kawesqar y yámana, pueblos que a mediados del siglo XIX  prácticamente habían desaparecido por la acción del hombre blanco. Los nativos de esta parte eran considerados por los loberos como los más maliciosos que cualquier otros en el Estrecho, o en la Tierra del Fuego.
La isla queda en territorio kawésqar, pero era visitada frecuentemente por los indígenas yámanas quienes acudían a buscar en ella y otras islas cercanas la pirita de hierro, mineral con el que conseguían las chispas necesarias para encender fuego.
Durante el mes de abril de 1828 el comandante Phillip Parker King a bordo de la goleta Adelaide efectuó el reconocimiento y levantamiento de bahía Bell ubicada en el lado norte de la isla. A un monte alto de dos picos le puso monte Pond en homenaje al Sr. Pond fallecido Astrónomo Real. Levantó parte del canal Bárbara.
En abril de 1829 el comandante Robert Fitz Roy con el Beagle exploró y levantó la costa norte de la isla especialmente seno Pedro.
Entre abril y junio de 1829 los tenientes Skyring y Graves con el Adelaide trabajaron en el levantamiento de los canales Magdalena, Cockburn y Bárbara, tuvieron muy mal tiempo lo que les dificultó el trabajo. El 21 de mayo los tenientes Skyring y Kirke enterraron un memorial en la cima del monte Skyring.
Forma parte de la Reserva Nacional Alacalufes dependiente de la Corporación Nacional Forestal.

## Geografía
La isla Clarence es una de las islas del NO del archipiélago de Tierra del Fuego. Está situada al SE de la isla Santa Inés separada de esta por el seno Pedro y el canal Acwalisnan. Su latitud y longitud media son: 54° 00' 00" S y 72° 00' 00" W
Tiene 30 millas de largo en su eje norte-sur por 23 millas de mayor ancho. Por su lado norte corre el estrecho de Magallanes por el este el seno Pedro, el canal Acwalisnan y el seno Dyneley por el sur el canal Cockburn y por el oeste el canal Bárbara.
En su costa norte, bañada por las aguas del estrecho de Magallanes, se encuentran bahía Bell.
En su lado este, abiertas hacia el seno Pedro se encuentran las ensenadas Wilson y Jorge. El seno Dyneley se interna 23 millas en dirección NO en la isla Clarence y presenta varias caletas y bahías en sus costas.
En su parte NO se encuentra el monte Pond. Sus mayores alturas son el cerro Bowles de 884 metros y el cerro Campana de 808 metros, ambos en el lado oeste de la isla.

### Clima
En el sector de la isla reina casi permanentemente el mal tiempo, cae copiosa lluvia y el cielo está nublado. El clima se considera de carácter marítimo, con temperaturas parejas durante todo el año. El viento predominante es del oeste y sopla casi en forma continua y sin interrupción. Se puede decir que el régimen permanente es de mal tiempo bajo todas sus formas.

### Flora y fauna
Hay calafates, fucsias y arbutus.
Entre las aves hay cormoranes,  pájaros carpinteros, martines pescador, chochas y colibríes.
En sus costas se observan lobos de mar, nutrias, delfines y ballenas. En las aguas que la rodean hay camarones rojos, alimento principal de las ballenas.

## Geología
La isla constituye la continuación del extremo sur de América. Las montañas pertenecen al sistema andino, generalmente son de cumbres redondeadas coronadas de nieve. El verdor que se observa en las montañas consiste principalmente de musgo o de una vegetación raquítica que cubre un suelo blando y pantanoso.
La roca es principalmente jade, acompañada por considerables masas de granito.